# Kanton Mennecy
Kanton Mennecy is een kanton van het Franse departement Essonne. Kanton Mennecy maakt deel uit van de arrondissementen Évry en Étampes. Het heeft een oppervlakte van 304.26 km² en telt 67.076 inwoners in 2018.

## Gemeenten
Het kanton Mennecy omvatte tot 2014 de volgende gemeenten:
- Auvernaux
- Ballancourt-sur-Essonne
- Champcueil
- Chevannes
- Écharcon
- Fontenay-le-Vicomte
- Le Coudray-Montceaux
- Mennecy (hoofdplaats)
- Nainville-les-Roches
- Ormoy
- Vert-le-Grand
- Vert-le-Petit

Door de herindeling van de kantons bij decreet van 24 februari 2014, met uitwerking op 22 maart 2015 omvat het kanton sindsdien volgende 28 gemeenten:
- Auvernaux
- Ballancourt-sur-Essonne
- Baulne
- Boigneville
- Boutigny-sur-Essonne
- Buno-Bonnevaux
- Champcueil
- Chevannes
- Le Coudray-Montceaux
- Courances
- Courdimanche-sur-Essonne
- Dannemois
- La Ferté-Alais
- Fontenay-le-Vicomte
- Gironville-sur-Essonne
- Guigneville-sur-Essonne
- Itteville
- Maisse
- Mennecy
- Milly-la-Forêt
- Moigny-sur-École
- Mondeville
- Nainville-les-Roches
- Oncy-sur-École
- Ormoy
- Prunay-sur-Essonne
- Soisy-sur-École
- Videlles